# 地理数据文件
地理数据文件（Geographical Data File, GDF）是一种用于地理数据交换的文件格式。与一般的GIS数据格式相比, GDF为地理数据的获取和展示提供了更为详细的规则，并且它还扩展了地理数据标准特征，属性和关系的目录。
在许多工业领域，例如汽车导航系统、车队管理、调度管理、道路交通分析、交通管理和车辆自动定位，GDF被普遍应用于数据交换。
由于GDF格式是纯文本格式，所以它并不是设计为任何大型地理应用所直接应用，通常需要先转换成更有效的文件格式。但是由于最近可扩展标记语言（XML）和结构化查询语言（SQL）的发展，它的易用性得到一定程度的增强。
许多地图供应商都提供GDF格式的地图，例如：HERE，TomTom，Mapscape BV，GeoSmart，Automotive Navigation Data, 高德软件有限公司（AutoNavi）and 四维图新（NavInfo）。

## 标准化
GDF是欧洲标准，这一标准由歐洲標準委員會（European Committee for Standardization, CEN）同数据地图厂商、汽车和电子设备厂商合作起草。这些标准化工作的成果(CEN GDF 3.0)后来成为了ISO/TC204第3工作组制定的ISO GDF 4.0的主要来源。ISO也将GDF作为智能交通系统（Intelligent Transport Systems, ITS）的数据库标准。
但是，尽管ISO的GDF标准已经存在，多数厂商还是使用自有的GDF格式。截止2007年，这些格式之间的互操作性仍存在问题